# Теорема геометризации
Теорема геометризации утверждает, что замкнутое ориентируемое трёхмерное многообразие, в котором любая вложенная сфера ограничивает шар, разрезается несжимающимися торами на куски, на которых можно задать одну из стандартных геометрий.
Теорема геометризации для трёхмерных многообразий является аналогом теоремы униформизации для поверхностей.
Она была предложена в виде гипотезы Уильямом Тёрстоном в 1982, и обобщает другие гипотезы, например, гипотезу Пуанкаре и гипотезу эллиптизации Тёрстона.
Используя поток Риччи, в 2002 году Григорий Перельман доказал гипотезу Тёрстона, проведя тем самым полную классификацию компактных трёхмерных многообразий, и, в частности, доказал гипотезу Пуанкаре.